# Strømme Ridge
Strømme Ridge är en bergstopp i Antarktis. Den ligger i Västantarktis. Argentina, Chile och Storbritannien gör anspråk på området. Toppen på Strømme Ridge är 813 meter över havet, eller 107 meter över den omgivande terrängen. Bredden vid basen är 7,3 km.
Terrängen runt Strømme Ridge är huvudsakligen lite bergig. Trakten är obefolkad. Det finns inga samhällen i närheten.